# Kirschfurt

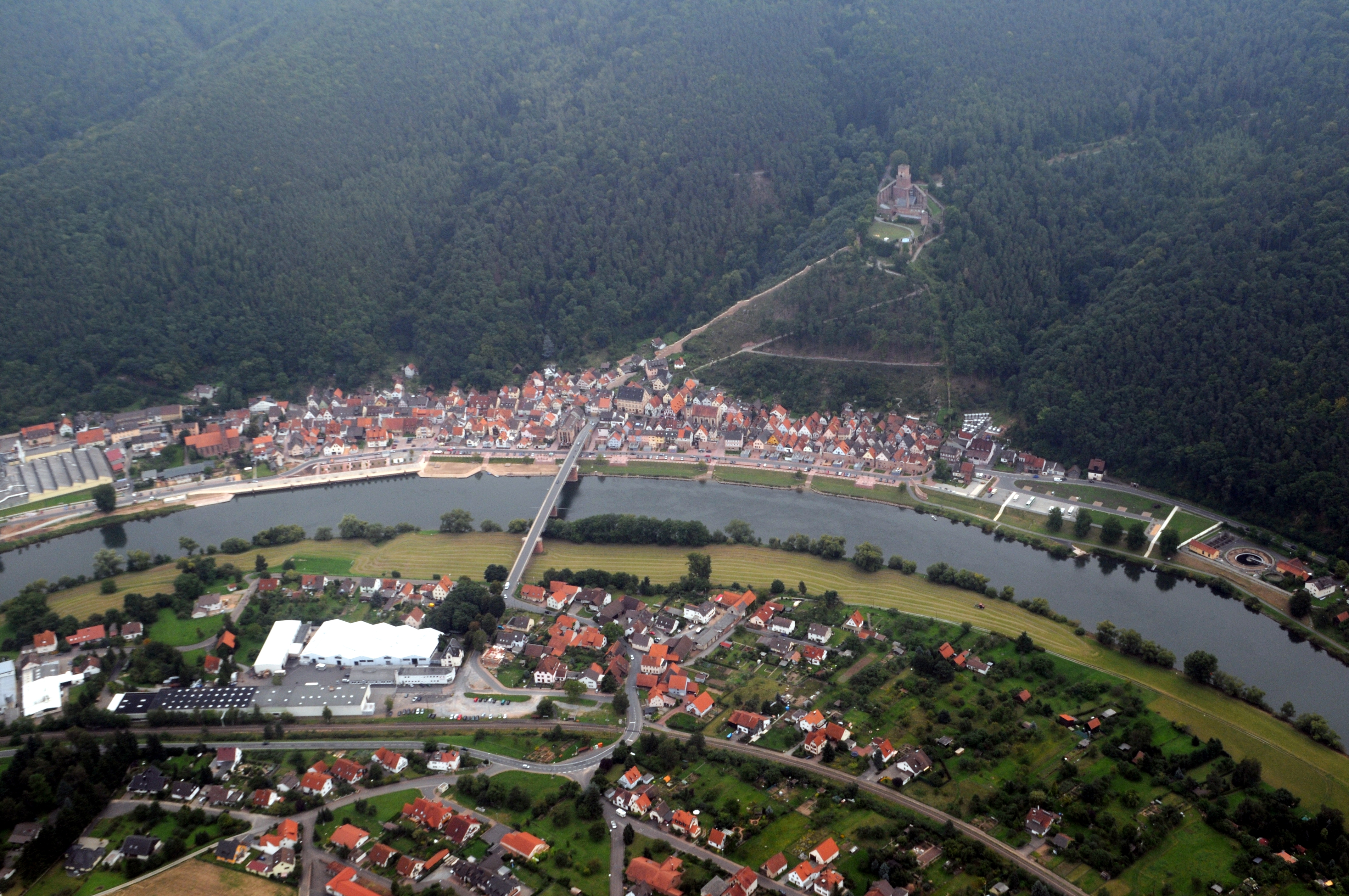
Kirschfurt (unten) und Freudenberg (oben)

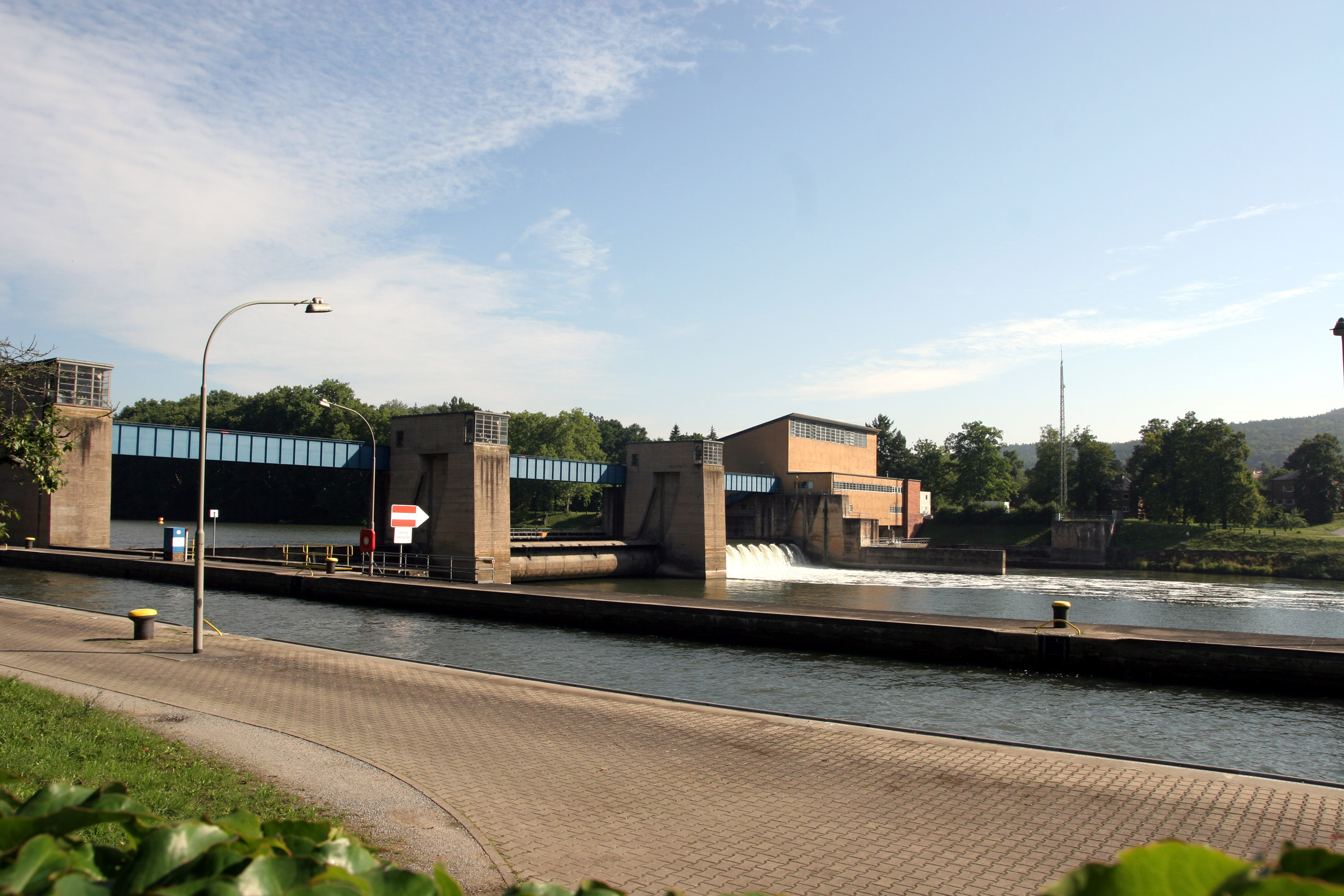
Schleuse Freudenberg in Kirschfurt

Kirschfurt ist ein Gemeindeteil der Gemeinde Collenberg im unterfränkischen Landkreis Miltenberg in Bayern.

## Geographie
Das Dorf Kirschfurt liegt am Südrand des Spessarts in einer Schleife am rechten Ufer des Mains auf etwa 140 m ü. NHN an der Staatsstraße St 2315 zwischen Reistenhausen und dem auf der anderen, der baden-württembergischen Mainseite liegenden Freudenberg. Am östlichen Ortsrand von Kirschfurt befindet sich bei Mainkilometer 133,9 die Schifffahrtsschleuse Freudenberg. Sie hat eine Länge von 300 m und eine Breite von 12 m. Die Fallhöhe beträgt 4,51 m. Im Ort liegt der Haltepunkt Freudenberg-Kirschfurt an der Bahnstrecke Miltenberg West–Wertheim. Durch Kirschfurt führt der Fränkische Marienweg.

## Geschichte
Kirschfurt entstand im 14. Jahrhundert, dort wo einst die St. Michaelskirche stand. Im Jahre 1479 brannte das Dorf komplett nieder und die Einwohner wurden nach Freudenberg umgesiedelt. In dieser Zeit zerfiel die ehemalige Dorfkirche zu einer Ruine. Erst um 1680 wurde wieder ein Kirschfurter Einzelhof errichtet. Im Jahr 1803 waren es dann bereits vier Höfe, die schnell baulich zusammenwuchsen. Das neue Kirschfurt wurde ein Ortsteil von Reistenhausen.
Im Jahr 1862 wurde das Bezirksamt Marktheidenfeld gebildet, auf dessen Verwaltungsgebiet Kirschfurt lag. Am 1. April 1931 kam Kirschfurt jedoch anlässlich der Reform des Zuschnitts der bayerischen Bezirksämter zum Bezirksamt Miltenberg. Wie überall im Deutschen Reich wurde 1939 die Bezeichnung Landkreis eingeführt. Kirschfurt gehörte nun zum Altkreis Miltenberg. Am 1. April 1971 schlossen sich die Gemeinden Fechenbach und Reistenhausen (mit Kirschfurt) zur Gemeinde Collenberg zusammen. Der Altkreis Miltenberg vereinigte sich am 1. Juli 1972 mit dem Landkreis Obernburg am Main zum neuen Landkreis Miltenberg.